# Болград
Болград (на украински: Болград) е град в Украйна, административен център на Болградски район, Одеска област. Населението на града през 2025 година е 14 811 души. Градът е приеман като неофициална столица на бесарабските българи.

## География
Болград се намира в историческата област Буджак, (Южна Бесарабия). Разположен е край северния бряг на езерото Ялпуг, на 176 километра югозападно от Одеса.

### Климат
| Климатични данни за Болград.          | Климатични данни за Болград. | Климатични данни за Болград. | Климатични данни за Болград. | Климатични данни за Болград. | Климатични данни за Болград. | Климатични данни за Болград. | Климатични данни за Болград. | Климатични данни за Болград. | Климатични данни за Болград. | Климатични данни за Болград. | Климатични данни за Болград. | Климатични данни за Болград. | Климатични данни за Болград. |
| Месеци                                | яну.                         | фев.                         | март                         | апр.                         | май                          | юни                          | юли                          | авг.                         | сеп.                         | окт.                         | ное.                         | дек.                         | Годишно                      |
| Абсолютни максимални температури (°C) | 10                           | 17                           | 21                           | 26                           | 30                           | 35                           | 36                           | 35                           | 32                           | 26                           | 23                           | 16                           | 36                           |
| Средни максимални температури (°C)    | 0                            | 2                            | 8                            | 16                           | 21                           | 26                           | 28                           | 27                           | 23                           | 17                           | 10                           | 3                            | 15                           |
| Средни температури (°C)               | −3                           | 0                            | 4                            | 10                           | 15                           | 20                           | 22                           | 21                           | 17                           | 2                            | 6                            | 0                            | 10                           |
| Средни минимални температури (°C)     | −6                           | −2                           | 0                            | 5                            | 10                           | 15                           | 16                           | 15                           | 11                           | 7                            | 3                            | −2                           | 6                            |
| Абсолютни минимални температури (°C)  | −23                          | −21                          | −13                          | −6                           | 1                            | 6                            | 10                           | 6                            | 2                            | −3                           | −8                           | −20                          | −23                          |
| Средни месечни валежи (mm)            | 30                           | 30                           | 30                           | 30                           | 50                           | 50                           | 40                           | 20                           | 30                           | 20                           | 30                           | 40                           | 470                          |
| ------------------------------------- | ---------------------------- | ---------------------------- | ---------------------------- | ---------------------------- | ---------------------------- | ---------------------------- | ---------------------------- | ---------------------------- | ---------------------------- | ---------------------------- | ---------------------------- | ---------------------------- | ---------------------------- |
| Източник: Weatherbase                 |                              |                              |                              |                              |                              |                              |                              |                              |                              |                              |                              |                              |                              |

## История
Руска империя (1821 – 1856)

Княжество Молдова (1856 – 1859)

Обединено княжество Влашко и Молдова (1859 – 1878)

Руска империя (1878 – 1917)

Молдовска демократична република (1917 – 1918)

Кралство Румъния (1918 – 1940)

СССР (1940 – 1941)

Кралство Румъния (1941 – 1944)

Украинска ССР (1944 – 1991)

Украйна (1991 – настояще)
Край Болград е открито енеолитно селище от културата Гумелница (Култура Коджадермен-Гумелница-Караново VI) от IV-III хилядолетие преди Христа. Приема се, че носителите на тази култура в региона са преселници от земите на запад от Прут и на юг от Дунав.
През VIII-Х век край Болград съществува селище от Плисковско-преславска култура. По това време районът е част от Първото българско царство.
Днешният Болград е основан през 1821 година от български заселници, настанили се по тези земи под водителството на руския генерал Иван Инзов, който днес е честван от болградчани като основател на техния град.
Болград става културен център на българските колонии в Бесарабия. На 29 октомври 1838 година, след пет годишно строителство, се освещава трипрестолният храм „Свето Преображение Господне“ – този ден се чества като Ден на бесарабските българи.
На 28 юни 1858 г., със съдействието на управителя на Молдова, българинът Никола Богориди, отваря врати Болградската гимназия „Св. св. Кирил и Методий“ – Народно централно училище в Болград, която изиграва много важна роля в Българското възраждане. Гимназията подготвя първите политически, просветни и културни дейци в България след Освобождението и възстановяването на българската държавност през 1878 г.
В края на 1860 година възниква напрежение между българите в района на Болград и румънската администрация, при което местен чиновник е пребит. На 8 ноември полицията разпръсква събрание на българи, след което започват произволни насилия – загиват 10 души, а около 200 са ранени. Тези събития предизвикват вълна от преселвания на руска територия, като от самия Болград заминават около 900 души.
Във времето Болград е последователно на територията на Молдова от 1856 до 1859 г., на Румъния от 1859 до 1878, 1918 до 1940 и 1941 до 1944 година, като през останалото време е в състава на Руската империя. След 1944 година става част от Украинската ССР, а след това от независима Украйна.
При избухването на Балканската война 5 души от Болград са доброволци в Македоно-одринското опълчение.

### Паметници
- Паметник на българските опълченци

## Население

### Етнически състав
| 1827 | 2270  |      |      |     |       |      | 2279   |
| 1846 | 6033  | 765  |      |     |       |      | 7012   |
| 1897 | 8478  | 612  |      | 117 |       | 1199 | 12 300 |
| 1930 | 8268  | 2722 | 1444 | 137 | 11    | 1215 | 14 280 |
| 1940 | 7985  | 1548 | 1123 |     |       | 1015 | 11 927 |
| 1941 | 7429  | 1485 | 968  | 79  | 86    | 517  | 10 713 |
| 1989 |       |      |      |     |       |      | 18 093 |
| 2001 | 7 772 | 424  | 3845 | 570 | 3 857 | 12   | 17 082 |
| 2005 |       |      |      |     |       |      | 16 302 |
| 2010 |       |      |      |     |       |      | 15 470 |

### Езици
Численост и дял на населението по роден език, според преброяването на населението през 2001 г.:
| Роден език | Численост | Дял (в %) |
| Общо       | 17 082    | 100.00    |
| Руски      | 8319      | 48.70     |
| Български  | 5577      | 32.64     |
| Украински  | 2377      | 13.91     |
| Гагаузки   | 341       | 1.99      |
| Молдовски  | 191       | 1.11      |
| Арменски   | 47        | 0.27      |
| Беларуски  | 38        | 0.22      |
| Цигански   | 30        | 0.17      |
| Румънски   | 5         | 0.02      |
| Други      | 146       | 0.85      |

## Личности
Родени
Родени в Болград са:
- Александър А. Константинович (1875 – ?), участник в Илинденско-Преображенското въстание в Одринско с четата на Кръстьо Българията[11]
- Алексей Озерклевич (р. 1980), украински полковник
- Анатолий Бахчиванджи (р. 1957), украински генерал
- Атанас Назлъмов (1863 – 1934), български офицер
- Богомил Берон (1866 – 1936), български лекар
- Борис Антонов (1898 – ?), съветски полковник
- Виктор Кожурин (1991 – 2015), украински военен
- Владимир Дякович (1864 – 1929), български ботаник, историк и общественик
- Владимир Юсин (р. 1952), украински политик
- Волф Москович (р. 1936), съветски и израелски филолог–славист, лингвист и културолог от еврейски произход
- Георги Тодоров (1858 – 1934), български офицер
- Георги Янков (1859 – 1920), български офицер
- Данаил Николаев (1852 – 1942), първият български генерал от пехотата
- Димитър Греков (1847 – 1901), български политик
- Елена Танева (1946 – 2011), руска поетеса
- Иван Крафти, български юрист
- Иван Стефанов, български духовен деец
- Игор Хиньов (1984 – 2014), украински военен
- Игор Яртих (р. 1961), руски учен и адвокат
- Ирина Молоканова (р. 1957), политици от Приднестровието
- Константин Минков (1876 - 1929), български дипломат
- Михаил Агбунов (1952 – 2009), руски и украински учен с български произход, доктор на историческите науки, професор, археолог, пътешественик, писател и общественик
- Михаил Николов, български революционер от ВМОРО, четник на Симеон Клинчарски[12]
- Михаил Паничерски (ок. 1850 – ?), български юрист, учител, народен представител
- Николай Максимов (р. 1956), военноморски деец, адмирал.
- Петре Баракчи (1929 – 2010), съветски актьор
- Петро Порошенко (р. 1965), политик и бизнесмен, бивш президент на Украйна
- Пьотър Иванов–Мумджиев (1874 – 1927), генерал-майор в армията на Руската империя
- Самуил Давидович (1898 – 1988), генерал-майор
- Стефан Кисов (1861 – 1915), български офицер
- Юрий Колесников (1922 – 2013), съветски офицер от разузнаването, писател, полковник на държавната сигурност
- Юрий Ткаченко (р. 1972), украински икономист и предприемач
- Станислав Садаклиев (1989) – български и украински режисьор

Починали
Починали в Болград са:
- Теодосий Икономов (1836 – 1872), български просветен деец
- Димитър Мутев (1818 – 1864), български просветен деец

Други
Личности свързани с Болград са:
- Димитър Агура (1849 – 1911), български историк, учител в града през 1875 – 1878
- Васил Попович (1833 – 1897), български просветен деец, работи в града през 1861 – 1864
- Васил Стоянов (1839 – 1910), български филолог, учител в града през 1873 – 1879
- Николай Шматко (р. 1943), украински скулптор и художник
- Сергей Малевински – военен инженер, адютант И. Инзова, автор на генералния план на града [13].

## Побратимени градове
- Генерал Тошево, България (от 2004 г.)[14]
- Търговище, България (от 2009 г.)[15]

## Други
На Болград е наречена улица в квартал „Лозенец“ в София (Карта).